# Eodorcadion egregium
Eodorcadion egregium là một loài bọ cánh cứng trong họ Cerambycidae.